# Alistair Walker
Alistair Walker (ur. 21 marca 1944 roku w Dewsbury) – brytyjski kierowca wyścigowy.

## Kariera
Walker rozpoczął międzynarodową karierę w wyścigach samochodowych w 1968 roku od startów w Europejskiej Formule 2, gdzie jednak nie zdobywał punktów. W późniejszych latach Brytyjczyk pojawiał się także w stawce 24-godzinnego wyścigu Le Mans, Mantorp Park Formula 2 Trophy oraz Trophée de France Formule 2.
W Europejskiej Formule 2 Brytyjczyk startował w latach 1968-1971. W sezonie 1970 dorobkiem pięciu punktów uplasował się na jedenastej pozycji w klasyfikacji generalnej. Rok później uzbierany jeden punkt dał mu dwudzieste miejsce w końcowej klasyfikacji kierowców.